# 陳永貴
陳 永貴（ちん えいき、1915年2月14日 - 1986年1月8日）は、中華人民共和国の政治家。

## 生涯
山西省昔陽県大寨の人民公社大隊書記を務めていた1960年代に毛沢東の大号令で一躍全国の模範となり、政界にまで進出した。
農業に全く適しておらず、災害も多発していた大寨の傾斜地を切り開いて棚田に作り変え、食糧生産を7倍に増やしたとの報道が1964年2月10日の人民日報に掲載されると、革命精神で山地を切り開いたとして中央政府の評価を受け、毛沢東が「農業は大寨に学べ」と号令、陳永貴は全国の模範となった。
1967年、山西省の奪権に参加し大規模な戦闘を展開。第九回党大会代表、中央委員会委員となる。1973年、第十回党大会では林彪一派が抜けた中央政治局入りを果たす。
1975年、第四期全人代で国務院副総理（全部で12人）、山西省革命委員会副主任（副省長クラス）に就任し全国の調査に出るが、大寨での経験のみに基づいて他地区の農地を批判をするなど臨機応変に乏しかった。
毛沢東の死後、鄧小平が「実践は真理を検証する唯一の基準である」を提唱すると1980年に副総理を辞任し、北京東郊農場の顧問に降格された。実質的に軟禁状態に置かれていたという。
1986年3月26日死去。その遺灰は大寨に戻された。最期まで毛沢東を敬愛して止まなかったとされる。